# U 55 (U-Boot, 1916)
U 55 war ein dieselelektrisches U-Boot der deutschen Kaiserlichen Marine, das im Ersten Weltkrieg zum Einsatz kam. Nach dem Krieg fuhr das U-Boot kurzzeitig als O 3 (jap. ○三潜水艦, maru san sensuikan) in der Kaiserlich Japanischen Marine.

## Einsätze
U 55 lief am 18. März 1916 bei der Germaniawerft in Kiel vom Stapel und wurde am 8. Juni 1916 in Dienst gestellt. Die Kommandanten des U-Bootes waren Wilhelm Werner (9. Juni 1916 – 9. August 1918), Alexander Weiß (10. August 1918 – 14. September 1918) und Hans Friedrich (15. September 1918 – 11. November 1918).
U 55 führte während des Ersten Weltkriegs 14 Feindfahrten in der Nordsee beziehungsweise im östlichen Nordatlantik durch. Dabei wurden insgesamt 61 Handelsschiffe der Entente und neutraler Staaten mit einer Gesamttonnage von 129.352 BRT versenkt.
Dem ersten und langjährigen Kommandanten Wilhelm Werner werden mehrere Kriegsverbrechen zur Last gelegt. Er soll die Besatzung der am 31. Juli 1917 nordwestlich Irlands aufgebrachten und am 1. August 1917 versenkten Belgian Prince gezielt ertränkt haben. Nach Aussagen der Überlebenden wurde die Besatzung des britischen Viermastdampfers auf das Oberdeck des U-Bootes befohlen. Danach ließ ihnen Werner die Schwimmwesten abnehmen und die Rettungsboote bis auf ein Dingi zerstören. Anschließend tauchte das U-Boot und überließ die Schiffbrüchigen ohne Rettungsmittel ihrem Schicksal. Nur drei Seeleute der 42-köpfigen Besatzung wurden später von der Sloop Gladiolous gerettet. Am 4. Januar 1918 versenkte U 55 unter Werner das Hospitalschiff Rewa vor der Südwestküste Englands. Die Versenkung sorgte in Großbritannien für Empörung und wurde von Deutschland offiziell bestritten.
Am 17. Juli 1918 versenkte U 55 das ehemalige Passagierschiff Carpathia im Nordatlantik, etwa 170 Meilen nordwestlich von Bishop Rock. Die Carpathia hatte im April 1912 als erstes Schiff Überlebende der untergegangenen Titanic aufgenommen und nach New York gebracht.

## Verbleib
Das U-Boot überstand den Ersten Weltkrieg, ohne selbst versenkt zu werden. Kurz nach Kriegsende, am 26. November 1918, wurde U 55 an das Japanische Kaiserreich ausgeliefert. Wie U 46 (O 2) und U 125 (O 1) fuhr auch U 55 in den Jahren 1920 und 1921 in der Kaiserlich Japanischen Marine. Die Bootsnummer war O 3. 1922 wurde das U-Boot in Sasebo verschrottet.